# Lac Veluyoc Cocha
Le lac Veluyoc Cocha est un lac situé dans la cordillère des Andes au Pérou. Il est situé dans la région de Puno, province de Carabaya, district de Crucero. Il se trouve au sud-ouest de la montagne Veluyoc Orjo et à l'ouest de la montagne Aricoma et du lac Aricoma.